# دانتي روسي
دانتي روسي (بالإيطالية: Dante Rossi)‏ هو لاعب كرة الماء إيطالي، ولد في 28 أغسطس 1936 في بولونيا في إيطاليا، وتوفي في 15 مارس 2013 في لافانيا في إيطاليا.

## وصلات خارجية
- دانتي روسي على موقع الاتحاد الدولي للسباحة (الإنجليزية)
- دانتي روسي على موقع اللجنة الأولمبية الدولية (الإنجليزية)
- دانتي روسي على موقع أوليمبيديا (الإنجليزية)
- دانتي روسي على موقع اللجنة الأولمبية الإيطالية (الإيطالية)